# Rádiókabaré

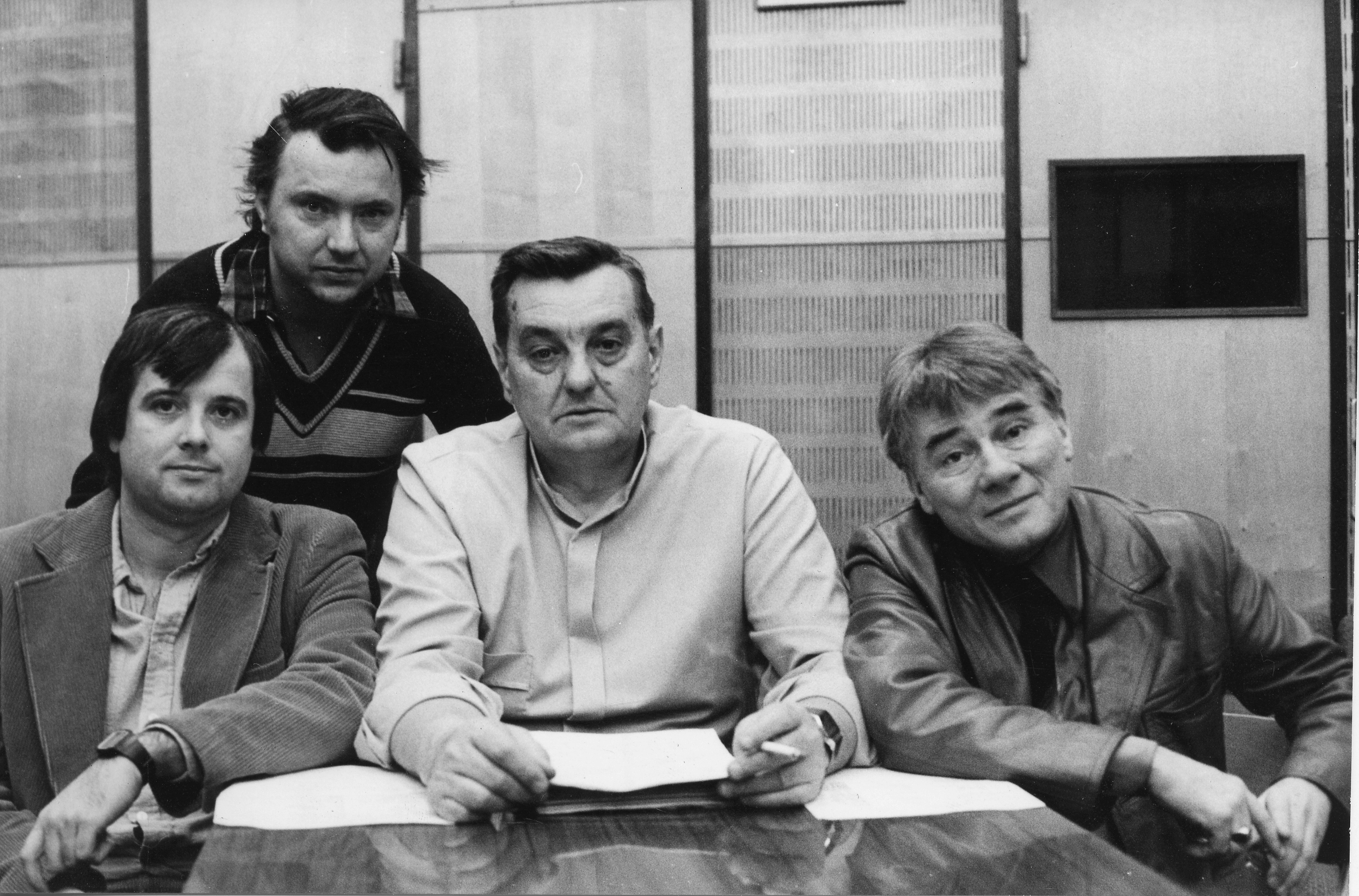
A Rádiókabaré szerkesztői 1983-ban: Sinkó Péter, Farkasházy Tivadar, Marton Frigyes, Kaposy Miklós

A Rádiókabaré nagy múltú szórakoztató rádióműsor, amelyet minden szombaton a Kossuth Rádió közvetít, közel 60 percben. A szombat–vasárnap délelőttönként jelentkező rövidebb, 25 perces Kabarématiné kabaréjeleneteket ismétel.
A Rádiókabaré régebben tipikus kabaréműsor volt. Ma már az adásokban inkább stand-up comedyt és humoros jeleneteket adnak elő, olyan fellépőkkel, mint Bödőcs Tibor, Kőhalmi Zoltán, Kiss Ádám, Kovács András Péter, Varga Ferenc József és Aradi Tibor.

## Története
Az első magyar nyelvű kabaréelőadást 1901-ben játszották a Tarka Színpadon. * A következő kabarét 1907-ben egy ismeretlen vidéki színész, nótaszerző Kondor Ernő nyitotta meg. Ez volt a nagykörúti Royal Orfeum elődjeként a Bonbonnière. A francia gyökerű szórakoztató és varietéműfajból eredeztethető humoros közéleti előadásokat Nagy Endre író, a „Bonbonnière” konferansziéja, 1907 és 1912 között honosította és emelte irodalmi színvonalra.
Fogadalmat tettem magamban, hogy ezt a megalázott, meggyalázott kabarét fölemelem a megbecsült művészetek színvonalára.
A korabeli budapesti színházakban és mulatókban hamar népszerűvé vált. (például: Kedélyes Színház, a Modern Színház Cabaret és az Intim Színház) A műfaj keretein belül az egyik legismertebb, a Vadnay László ötletéből született Hacsek és Sajó duót például 1929 óta játsszák.
A kabaré fokozatosan került át a rádió (és később a televízió) műsorainak repertoárjába és ezzel párhuzamosan indult növekedésnek a politikai tematikájú produkciók aránya:
- A humorműsor elődje a Magyar Rádió egyik legrégebbi programjának számít. 1925. december 1-je óta műsoron van.
- 1957. december 31-én a Magyar Televízióban este fél tíz és éjfél között mutatták be Tele humor, Tele dal, Tele tánc címmel az első szilveszteri televíziós kabarét, a rendezői: Horváth Tivadar és Várkonyi Zoltán voltak.
- 1968-ban a nagy sikert aratott táncdalfesztivál-paródiájával debütált Hofi Géza.
- 1969 márciusától évi 7–8, mindig megismételt bemutatóval indult a Rádió Kabarészínháza (szerkesztői: Marton Frigyes–Szilágyi György).
- 1974-ben a Rádió Kabarészínháza szerkesztősége meghirdette az I. Humorfesztivált.
- 1977-ben hangzott el az első rendőrkabaré, melyet utóbb még kettő követett.
- 1979 júniusában a Rátóti Humorfesztivál gálaestje alkalmából került sor a mindmáig egyetlen élő adására.
- 1985-től Marton Frigyes nyugdíjazása után Farkasházy Tivadar és Sinkó Péter vette át a havi bemutatók folytatását. Új szignállal és új címmel jelentkeztek, elnevezésük: Rádiókabaré. Egy évvel később Sinkó Péter már önállóan szerkeszti műsorait, Kabarészínpad, majd Petőfi kabaré címmel.
- 1992 januárjától heti háromórányi adással jelentkeztek a hallgatók kérései nyomán összeállított Kabarécsütörtök élő adásai.
- 1994 októberében megindult Fábry Sándor sztorizó sorozata, a Kabarészeparé.
- 1997-ben a Rádiókabaré meghirdette IV. Humorfesztiválját.

### A Humorfesztiválok nyertesei
- 1974-ben Farkasházy Tivadar, Sinkó Péter és Boncz Géza
- 1982-ben Trunkó Barnabás, Markos György és Nádas György, Nagy Bandó András
- 1990-ben a Holló Színház, Éles István, Horváth Szilveszter, Maksa Zoltán, Bach Szilvia, Ayala és Brindisi szereztek helyezést.
- 1998-ban
  - Szerzői díj: Tóth Tibor, Wagner B. György, Litkai Gergely, Kövesdi Miklós, Kőhalmi Zoltán
  - Előadói díj: Varga Ferenc József, Petrik Balázs, Bagi Iván, Nacsa Olivér

## Szignál 1959–1982
Hallgassunk kabarét, a kabaré az nagyszerű dolog.

Jobb, mint a nevetés, nincs is talán, amíg a Föld forog.

Most éppen kabarét, új kabarét recseg a készülék.

Hallgatják ifijak, és ugyebár hallják a vén szülék.

A pesti kabarét, a pesti kabarét

Viccek pezsdítik, mint bort a buborék.

Ha szól a rádió, a kabarédáridó,

Csak nevess, csak nevess, hogy bús sose lehess!